# Yunnanski bor
Yunnanski bor (lat. Pinus yunnanensis), jedna od 113 vrsta vazdazelenog drveća iz roda borova (Pinus). Endem je u kineskoj pokrajinana Yunnan, Sichuan, Guizhou i Guangxi.
Raste na visinama od 400 do 1300 metara, u dolinama i dubokim riječnim klancima, te na visokim planinskim padinama gdje tvori velike šume. Na visokim nadmorskim visinama može izdržati teške mrazove.
Za Kinu ima važan ekonomski značaj. Koristi za gorivo, u građevinarstvu, za izradu ograda i vrata, paleta, sanduka i kutija, namještaj, furnir, sve vrste šperploča i ploča, ručki alata, celuloze za papir, te za proizvodnju kemijskih proizvoda kao što su plastika i celulozni derivati. Koristi se i kora za ekstrakciju tanina i smola drveta. Iglice se daju kao hrana životinjama i destiliraju u izradi ulja i lijekova. Ova vrsta mnogo se i sadi za kontrolu erozije. U Kini je uobičajeno i kao ukrasno drvo. Ima tendenciju da kao agresivna pionirska vrsta postane invazivna po drugim zemljama, gdje se uglavnom zasada vidi u arboretumima.

## Podvrste
Postoje dvije podvrste:
1. Pinus yunnanensis var. pygmaea
2. Pinus yunnanensis var. yunnanensis

## Vanjske poveznice
|  | Zajednički poslužitelj ima još gradiva o temi Pinus yunnanensis |
|  | Wikivrste imaju podatke o taksonu Pinus yunnanensis             |